# Ногирское сельское поселение
Ногирское се́льское поселе́ние — муниципальное образование в Пригородном районе Северной Осетии Российской Федерации.
Административный центр — село Ногир.

## История
Статус и границы сельского поселения установлены Законом Республики Северная Осетия-Алания от 5 марта 2005 года № 18-рз «Об установлении границ муниципального образования Пригородный район, наделении его статусом муниципального района, образовании в его составе муниципальных образований - сельских поселений и установлении их границ»

## Население
| 2002    | 2010    | 2011    | 2012    | 2013    | 2014    | 2015    |
| ------- | ------- | ------- | ------- | ------- | ------- | ------- |
| 11 269  | ↗11 480 | ↘11 446 | ↗11 570 | ↗11 658 | ↗11 792 | ↗11 809 |
| 2016    | 2017    | 2018    | 2019    | 2020    | 2021    | 2023    |
| ↘11 797 | ↗11 814 | ↗11 845 | ↗11 847 | ↗11 860 | ↗12 011 | ↘11 947 |
| 2024    | 2025    |         |         |         |         |         |
| ↘11 869 | ↗11 870 |         |         |         |         |         |

## Состав сельского поселения
| № | Населённый пункт | Тип населённого пункта       | Население |
| - | ---------------- | ---------------------------- | --------- |
| 1 | Ногир            | село, административный центр | ↗11 870   |